# Imperio de Trebisonda

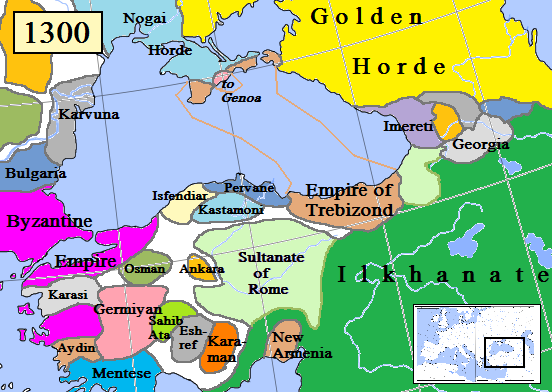
El Imperio de Trebisonda (morado) y los estados circundantes en el año 1300.

El Imperio de Trebisonda (marrón) y los estados circundantes en el año 1400.

Bandera del Mega o Gran ejército Comneniano, creada por Alejo I Comneno y David I Comneno, en uso hasta la caída del Imperio de Trebisonda.

El Imperio de Trebisonda fue un Estado cristiano medieval de cultura griega, surgido de la descomposición del Imperio bizantino y fundado en 1204, poco antes de la toma de Constantinopla por los cruzados. Estaba localizado en la costa sudoriental del mar Negro, con su capital en la ciudad de Trebisonda, y se mantuvo como Estado independiente hasta 1461, en que fue conquistado por los turcos otomanos.
Los monarcas de Trebisonda llevaron el título de Gran Comneno (Megas Komnenos) y de emperadores hasta el fin de sus días, en 1461. El Estado se denomina también, en ocasiones, Imperio Comneno,[cita requerida] ya que la dinastía reinante descendía de Alejo I Comneno, y su idioma oficial y predominante era el griego póntico.

## Historia
Tras el derrocamiento y posterior asesinato del emperador bizantino Andrónico I, de la dinastía Comneno, dos de sus nietos, Alejo y David, fueron llevados a la corte de Georgia, con cuya reina, Thamar (1184-1212), les unían lazos de parentesco. Con el apoyo del ejército de Thamar, David y Alejo conquistaron Trebisonda en abril de 1204. Desde allí, David avanzó hacia el oeste a lo largo de la costa, ocupando Sinope, Paflagonia y Heraclea Póntica. Sus conquistas fueron detenidas por Teodoro Láscaris, emperador de Nicea. 
Alejo se proclamó emperador, reclamando su derecho al trono de Constantinopla, e instaló su capital en Trebisonda. Inicialmente, el estado de Trebisonda controlaba la costa sur del mar Negro entre Soterioupolis y Sinope, incluyendo las modernas provincias turcas de Sinope, Ordu, Giresun, Trebisonda, Bayburt, Gumushane, Rize y Artvin. Durante el siglo XIII, dominó también Perateia, incluidos Quersoneso y Kerch, en la península de Crimea. Los territorios situados al oeste de Sinope, y que habían sido conquistados por David Comneno, les fueron arrebatados posteriormente, en 1206, por el Imperio de Nicea. Los selyúcidas se apoderaron de Sinope en 1214, y el emperador de Trebisonda se convirtió en vasallo de los turcos selyúcidas del Sultanato de Rüm.
Durante todo el resto de su historia, el Imperio de Trebisonda permaneció aislado de los otros estados griegos por el sultanato de Rüm y circunscrito a la costa sudoriental del mar Negro. No reconoció al Imperio bizantino restaurado en 1261. Cuando Persia fue conquistada por los mongoles, se convirtió en lugar de paso obligado para un brazo meridional de la ruta de la seda, con lo que alcanzó una gran prosperidad económica. El momento de mayor prosperidad tuvo lugar bajo el reinado de Alejo II (1297-1330).
Sin embargo, con el declive del poder mongol, la prosperidad de Trebisonda fue disminuyendo debido a los ataques de los turcos otomanos y a los conflictos internos. 
Beyazid I (1389-1402), jefe de los turcos otomanos, se hizo amo del litoral del mar Negro entre Heraclea y Samsun. Trebisonda se alió con Tamerlán y le suministró ayuda, incluidos algunos barcos, en 1402, cuando ganó la batalla de Ankara. En tiempos de Juan IV de Trebisonda, los otomanos ya estaban recuperados y comenzaron a atacar al Imperio. Un ataque turcomano separado, se produjo en los alrededores de la capital y el jefe de la flota, Alejandro, murió, pero Juan IV les rechazó con solo cincuenta soldados.
En 1442, los otomanos atacaron por mar sin éxito, pero Juan IV accedió a pagar tributo al sultán Murad II. Pero su sucesor Mehmed II asedió Constantinopla y la tomó el 29 de mayo de 1453. Juan IV se alió con los Ak Koyunlu y pidió ayuda a Francia. En 1461 Mehmed II inició la conquista de la región, primero el emirato de Sinope, y después a los otros incluyendo a los Ak Koyunlu.
El sucesor de Juan IV, David, ofreció un fuerte tributo, pero le fue rechazado y en octubre los otomanos asediaron la ciudad por tierra y mar. El asedio duró 21 días y al final David pidió la capitulación, que negoció el protovestiarios Jorge Amiruzes para discutir las condiciones de la rendición. Se acordó el respeto de la vida y de los bienes de los ciudadanos y se le permitía salir de la ciudad a quien quisiera. David fue autorizado a establecerse en Serres. Pero la realidad fue que la ciudad fue saqueada y muchos ciudadanos fueron vendidos como esclavos. David se estableció en la zona del río Estrimón, pero en 1463 estaba en Adrianópolis con Demetrio Paleólogo (antiguo déspota del Peloponeso) y Mehmed, sospechando una conspiración, le hizo ejecutar con siete de sus ocho hijos, y algunos nietos. Su mujer, Irene Paleóloga murió de pena.